# Cartaletis ethelinda
Cartaletis ethelinda là một loài bướm đêm trong họ Geometridae.